# Ероль Кескін (актор)
Ерол Кескін (тур. Erol Keskin, нар. 3 листопада 1931, Стамбул) — театральний та кіноактор, режисер, сценарист.
Ерол Кескін — актор Міських театрів, дружина — художниця Суни Кескін. Вийшов на пенсію через вікову межу. Знімався у різних кінофільмах та серіалах, був режисером багатьох серіалів та фільмів, знімав документальні фільми. 

## Нагороди
- 1966 р. Анталійський кінофестиваль «Золотий помаранчевий», премія за найкращий сценарій, поганий порядок
- 1967 р. В Анталії Золотий помаранчевий кінофестиваль, премія за найкращий сценарій, за прекрасний день
- 20-й Стамбульський кінофестиваль, 2001 р., Найкращий актор, кожен у себе вдома
- 12. Нагороди Орхана Арібурну, 2001 р., Найкращий актор, кожен у своєму будинку
- 23. Нагороди турецького кіно " Сіяд ", 2001, найкращий актор, кожен у своєму будинку
- 8. Театральні нагороди Afife , 2004 рік, Найуспішніший актор року, Відвідування вівторок, (Tiyatrokare)
- 17. Театральні нагороди Afife , 2013 р., Спеціальна премія Мухсіна Ертуруля

## Театралізовані вистави
- Сара Бернерт (життя — гра): Джон Мурелл — Театральне дзеркало - 2007
- Ферхат і Сірін: Назим Хікмет — Стамбульський міський театр — 2005
- Гільгамеш: Зейнеп Авчі — Стамбульський міський театр — 2003
- Відвідування у вівторок: Джефф Барон — Театр театру — 2003
- Усі в одному саду: Антон Чехов — Стамбульський міський театр — 2001
- Олейне: Девід Мамет — Театральна площа — 2000
- Поріг: Хасан Еркек — Стамбульський міський театр — 1999
- Життя з Іграми: Oğuz Atay — Стамбульський міський театр — 1998
- Кірал Лір: Віліам Шекспір — Стамбульський міський театр — 1990 рік
- Дикий захід: Сем Шепард — Стамбульський міський театр — 1986
- Придворні сучасності: Ziya Öztan — 1985
- Третій Селім (гра): Туран Офлазоглу — Стамбульський міський театр — 1983 рік
- Фуджі-Яма: Muhammetcanov — Чингіз Айтматов — Стамбул Міський театр — 1977
- Троя
- Бульвар
- Місячна казка
- Великий Юстиніан
- Любов російської нареченої
- Газета газета
- Модільяні
- Випадок Оппенгеймера
- Божевільний Ібрагім
- Антоній та Клопатра
- Чудова вдова
- Золотий кулак
- Антигона
- Під чорними деревами

## Театральні п'єси в якості режисера
- Броньований вовк: Tarık Günersel — Стамбульський міський театр — 2011
- Обов'язкова людина: Деде Коркут \ Рагіп Явуз — Стамбульський міський театр — 2009
- Дощова біда: Октай Ріфат — Стамбульський міський театр: 2004
- Велосипед Чингісхана: Рефік Ердуран — Стамбульський міський театр — 2003
- Це наша Євлія Шелебі: Меліса Гюрпінар — Стамбульський міський театр — 1999
- Халай (гра): Рефік Ердуран — Стамбульський міський театр — 1997
- Мікадонський смітник: Melih Cevdet Anday — Стамбульський міський театр — 1995
- Монтсеррад — Надія: Еммануель Роблес — Стамбульський міський театр — 1994 рік
- Дівчина з квіткових кошиків: Yıldırım Keskin — Стамбульський міський театр — 1991 рік
- Юний Осман (гра): Туран Офлазоглу — Стамбульський міський театр — 1986
- Фуджі-Яма: Muhammetcanov — Чингіз Айтматов — Стамбул Міський театр — 1977
- Слон слона: Рей Куні \ Дж. Чапман — Театр Оралоглу — 1974
- Босі ноги: Ніл Саймон — Театр Дормена — 1965

## Фільмографія
- Фікрет бей: Sema Köksal — 2007
- Ягнята Кіналы: Обіцянка задіяним — 2006
- Собака: Cem Akyoldaş — 2005
- Чорт у деталях: Cevdet Mercan — 2004
- Все для любові: 2002
- Поки Абдулхаміт падає: Ziya Öztan — 2002
- Всі в своєму будинку: Семіх Капланоглу — 2000
- Олівець — 2000 рік
- Визволення: Ziya Öztan — 1996
- Три Стамбула — 1983 рік
- Поворот — 1979 рік
- Хасіп і Насіп — 1976
- Пастка — 1976 рік
- Божевільний Юсуф — 1975 рік
- Присоска — 1974 рік
- Безстрашні закохані — 1972 рік
- Ніч — 1972 рік
- Мустафам — 1972 рік
- Зброя і честь — 1971 рік
- Супер Людина — 1971 рік
- Посольська жінка — 1971 рік
- Чи добре це дорогий — 1971 рік
- Стріляй, нехай грає, грай — 1970
- Сливовий цвіт — 1968 рік
- Погане замовлення — 1965 рік
- Вчорашня дитина — 1965 рік
- Коханець молодих дівчат — 1963 рік
- Два кораблі поруч — 1963 рік
- Затонула риба — 1962 рік
- Жінка і пістолет — 1962 рік
- Любов і кулак — 1961 рік
- Роки без тебе — 1960 рік